# Campeonato Uruguayo de Primera División 1947
El Campeonato Uruguayo 1947 fue el 44° torneo de Primera División del fútbol uruguayo, correspondiente al año 1947.
El torneo consistió en un campeonato a dos ruedas todos contra todos, coronando campeón al equipo que logrará más puntos, mientras que el peor equipo descendería a la Segunda División.
El Club Nacional de Football se consagró campeón uruguayo por vigésima vez en su historia y segunda consecutiva.
En el último puesto de la tabla se ubicó el Club Sportivo Miramar, que descendió a la Segunda División. Este fue remplazado por Danubio Fútbol Club que resultó ascendido para la siguiente temporada.

## Participantes

### Ascensos y descensos
| Equipo | Ascendido como                      |
| ------ | ----------------------------------- |
| Cerro  | Campeón de la Segunda División 1946 |

| Equipo   | Descendido como           |
| -------- | ------------------------- |
| Progreso | 10° Primera División 1946 |

## Campeonato

### Tabla de posiciones
| Pos. | Equipo               | PJ | PG | PE | PP | GF | GC | Dif. | Pts. |
| ---- | -------------------- | -- | -- | -- | -- | -- | -- | ---- | ---- |
| 1º   | Nacional             | 18 | 11 | 5  | 2  | 44 | 15 | +29  | 27   |
| -    | Peñarol              | 18 | 9  | 3  | 6  | 41 | 26 | +15  | 21   |
| -    | Rampla Juniors       | 18 | 9  | 3  | 6  | 35 | 27 | +8   | 21   |
| -    | Defensor             | 18 | 9  | 3  | 6  | 33 | 28 | +5   | 21   |
| 5º   | River Plate          | 18 | 6  | 8  | 4  | 25 | 19 | +6   | 20   |
| 6º   | Liverpool            | 18 | 9  | 2  | 7  | 33 | 35 | -2   | 20   |
| 7º   | Central              | 18 | 6  | 2  | 10 | 36 | 44 | -8   | 14   |
| 8º   | Cerro                | 18 | 5  | 4  | 9  | 28 | 42 | -14  | 14   |
| 9º   | Montevideo Wanderers | 18 | 4  | 5  | 9  | 24 | 36 | -12  | 13   |
| 10º  | Miramar              | 18 | 2  | 5  | 11 | 19 | 46 | -27  | 9    |

|  | Campeón uruguayo.             |
|  | Desciende a Segunda División. |

|                                             |
| Uruguay                                     |
| Campeón Uruguayo 1947 Nacional 20.mo título |

### Desempate por el segundo puesto
|  | Defensor | 3:1     | Peñarol |  |  |
|  |          | Reporte |         |  |  |

|  | Peñarol | 2:1     | Rampla Juniors |  |  |
|  |         | Reporte |                |  |  |

|  | Defensor | No se jugó | Rampla Juniors |  |  |
|  |          | Reporte    |                |  |  |

### Equipos clasificados

#### Copa Aldao 1947
|   | Equipo   | Clasificación como                   |
| - | -------- | ------------------------------------ |
| 1 | Nacional | Campeón del Campeonato Uruguayo 1947 |

#### Campeonato Sudamericano de Campeones
|   | Equipo   | Clasificación como                   |
| - | -------- | ------------------------------------ |
| 1 | Nacional | Campeón del Campeonato Uruguayo 1947 |

### Fixture
| Nacional             | 5-1 | Liverpool |
| Montevideo Wanderers | 3-1 | Peñarol   |
| Rampla Juniors       | 3-2 | Central   |
| River Plate          | 2-2 | Cerro     |
| Defensor             | 1-0 | Miramar   |

| Peñarol        | 3-2 | Central              |
| Rampla Juniors | 1-1 | Nacional             |
| Liverpool      | 2-1 | Defensor             |
| River Plate    | 1-0 | Montevideo Wanderers |
| Miramar        | 3-3 | Cerro                |

| Nacional    | 4-0 | Miramar              |
| Defensor    | 2-1 | Peñarol              |
| Cerro       | 2-1 | Central              |
| Liverpool   | 3-2 | Montevideo Wanderers |
| River Plate | 1-1 | Rampla Juniors       |

| Peñarol              | 3-0 | Cerro       |
| Montevideo Wanderers | 3-1 | Defensor    |
| Rampla Juniors       | 5-1 | Miramar     |
| Central              | 2-1 | Liverpool   |
| Nacional             | 0-0 | River Plate |

| River Plate    | 5-3 | Central              |
| Cerro          | 3-0 | Liverpool            |
| Peñarol        | 2-0 | Miramar              |
| Rampla Juniors | 4-1 | Montevideo Wanderers |
| Defensor       | 3-2 | Nacional             |

| Peñarol   | 0-0 | River Plate          |
| Nacional  | 3-1 | Cerro                |
| Central   | 4-1 | Montevideo Wanderers |
| Liverpool | 2-0 | Miramar              |
| Defensor  | 1-0 | Rampla Juniors       |

| Montevideo Wanderers | 1-0 | Nacional       |
| Defensor             | 4-2 | Central        |
| Miramar              | 2-1 | River Plate    |
| Liverpool            | 1-0 | Peñarol        |
| Cerro                | 1-1 | Rampla Juniors |

| Defensor             | 0-0 | River Plate |
| Montevideo Wanderers | 2-2 | Cerro       |
| Miramar              | 1-2 | Central     |
| Peñarol              | 0-1 | Nacional    |
| Rampla Juniors       | 2-1 | Liverpool   |

| Peñarol              | 0-1 | Rampla Juniors |
| Central              | 1-3 | Nacional       |
| Defensor             | 4-2 | Cerro          |
| Liverpool            | 2-0 | River Plate    |
| Montevideo Wanderers | 2-2 | Miramar        |

| Nacional    | 1-1 | Liverpool            |
| Peñarol     | 1-0 | Montevideo Wanderers |
| Central     | 3-1 | Rampla Juniors       |
| River Plate | 2-1 | Cerro                |
| Defensor    | 5-1 | Miramar              |

| Peñarol     | 6-2 | Central              |
| Nacional    | 5-1 | Rampla Juniors       |
| Defensor    | 3-2 | Liverpool            |
| River Plate | 1-1 | Montevideo Wanderers |
| Cerro       | 6-1 | Miramar              |

| Nacional    | 0-0 | Miramar              |
| Peñarol     | 4-3 | Defensor             |
| Central     | 2-0 | Cerro                |
| Liverpool   | 3-2 | Montevideo Wanderers |
| River Plate | 3-0 | Rampla Juniors       |

| Peñarol              | 7-0 | Cerro       |
| Montevideo Wanderers | 1-0 | Defensor    |
| Rampla Juniors       | 3-0 | Miramar     |
| Liverpool            | 3-2 | Central     |
| Nacional             | 2-0 | River Plate |

| Central        | 1-0 | River Plate          |
| Liverpool      | 4-1 | Cerro                |
| Peñarol        | 5-2 | Miramar              |
| Rampla Juniors | 5-1 | Montevideo Wanderers |
| Nacional       | 2-0 | Defensor             |

| Peñarol   | 2-2 | River Plate          |
| Nacional  | 5-0 | Cerro                |
| Central   | 2-2 | Montevideo Wanderers |
| Liverpool | 1-1 | Miramar              |
| Defensor  | 2-1 | Rampla Juniors       |

| Nacional       | 4-1 | Montevideo Wanderers |
| Defensor       | 1-1 | Central              |
| River Plate    | 1-0 | Miramar              |
| Rampla Juniors | 1-0 | Cerro                |
| Peñarol        | 3-2 | Liverpool            |

| Defensor  | 1-1 | River Plate          |
| Cerro     | 1-0 | Montevideo Wanderers |
| Miramar   | 4-2 | Central              |
| Nacional  | 2-2 | Peñarol              |
| Liverpool | 3-2 | Rampla Juniors       |

| Rampla Juniors | 3-1 | Peñarol              |
| River Plate    | 5-1 | Liverpool            |
| Miramar        | 1-1 | Montevideo Wanderers |
| Nacional       | 4-2 | Central              |
| Cerro          | 3-1 | Defensor             |